# Xuyên đảng sâm
Xuyên đảng sâm (danh pháp khoa học: Codonopsis tangshen) là loài thực vật có hoa trong họ Hoa chuông. Loài này được Oliv. mô tả khoa học đầu tiên năm 1891.